# 阿扎特巴格镇
阿扎特巴格乡，是中华人民共和国新疆维吾尔自治区喀什地区莎车县下辖的一个乡镇级行政单位。

## 行政区划
阿扎特巴格乡下辖以下地区：
塔尕尔其吾斯塘村、戈日艾其克村、喀塔库勒村、喀什噶尔买里斯村、喀勒帕克墩村、墩吾斯塘村、兰干村、库木博勒买村、喀求尕喀什村、其迪尔托格拉克村、亚普玛村、阿扎特巴格村和央阿格勒克村。